# 阿索廷 (华盛顿州)
阿索廷（英文：Asotin），是美国华盛顿州阿索廷县下属的一座城市。根据2000年美国人口普查，该市有人口1,095人。根据2010年美国人口普查，该市有人口1,251人。而2011年估计该市有1,270人。。本市是刘易斯顿都會統計區的一部分。